# Menschliche Welt
Menschliche Welt – für das Wohl und Glücklichsein aller (Kurzbezeichnung MENSCHLICHE WELT) ist eine 2013 gegründete deutsche Kleinpartei mit Hauptsitz in Berlin.

## Inhaltliches Profil
Menschliche Welt wurde 2013 nach eigenen Angaben  mit dem Willen gegründet, auf die Bildung einer globalen menschlichen Gesellschaft hinzuwirken. Eine Voraussetzung für eine menschliche Gesellschaft sieht die Partei in einer allumfassend wohlwollenden Denk- und Handlungsweise der Führenden. Darum ist es ein Hauptanliegen von Menschliche Welt, Menschen dabei zu unterstützen, altruistische Handlungsweisen und Führungskompetenzen zu entwickeln.
Menschliche Welt plädiert für mehr Anstand und ethisches Handeln in der Politik. Eines ihrer Schwerpunktthemen ist die Abschaffung der Massentierhaltung. Sie tritt nach eigenen Angaben für die Beseitigung von Fluchtursachen ein, um die Flüchtlingskrise zu überwinden. Als eine der Ursachen sieht sie Kriege, weswegen die Partei z. B. den Bundeswehreinsatz im Syrienkrieg ablehnte. Außerdem will sie die Produktion von Rüstungsgütern und die Waffenexporte massiv reduzieren. Stattdessen sollen Exporte technischer Hilfsmittel für Entwicklungsländer gefördert werden. Bei der Rüstungskonversion dürfe allerdings niemand seine berufliche Arbeit verlieren.
Die Partei setzt sich für die Einrichtung von Bildungsräten ein, welche ganzheitliche Konzepte für die Schulbildung in ganz Deutschland entwickeln sollen.

### Grundkonsens
In ihrem Grundkonsens erklären die Mitglieder von Menschliche Welt, dass sie eine menschliche Gesellschaft, in der
- alle Menschen ihre Grundbedürfnisse nach Nahrung, Wohnraum, medizinischer Versorgung und Bildung erfüllen können,
- alle Menschen ihre körperlichen, geistigen und spirituellen Potentiale frei entfalten können,
- alle Menschen Menschenrechte wie körperliche Unversehrtheit, Gleichberechtigung und Freiheit erfahren,
- Tiere und Pflanzen natürlich leben können und die Erde geachtet und rein gehalten wird,
- alle gemeinsam und füreinander ihr individuelles und kollektives Potential entfalten können,

mit erschaffen wollen.
Bei der Verwirklichung ihrer Ziele nutzt Menschliche Welt die sozio-ökonomische Theorie PROUT (PROgressive Utilization Theory) des indischen Philosophen Prabhat Ranjan Sarkar. Kernelemente dieses Konzepts sind nach Aussagen der Partei Spiritualität, Ethik, Rationalität, Gemeinwohlwirtschaft, Universalismus und Gemeinwohlregierung.

### Grundsatzprogramm
Nach ihrem Grundsatzprogramm arbeitet die Partei an:
- einem Bildungssystem, welches das natürliche menschliche Verlangen nach Lernen und Erforschen fördern und zu einer ganzheitlichen Persönlichkeitsentfaltung führen soll
- einem Gesundheitswesen, das unabhängig von kommerziellen Interessen sein und Vorbeugung und ganzheitliche Heilung fördern soll
- einem Wirtschaftssystem, das auf das Gemeinwohl und nicht auf Profitmaximierung ausgerichtet sein soll
- internationalen Beziehungen, die die wirtschaftliche Selbstständigkeit der Partnerländer fördern, die Entwicklungszusammenarbeit verstärken, bei denen keine Kriege geführt werden und die den Zusammenhalt der Menschheit fördern sollen
- einer Familienpolitik, die Mütter weitestgehend unterstützen, mutter- und kindgerechte Geburten fördern und die umfassende Bildungsmöglichkeiten und Beratung für Eltern anbieten soll
- einer Gesellschaftspolitik, die das Gleichgewicht zwischen Männern und Frauen fördern und geschlechterspezifische Unterschiede als Potential wahrnehmen soll; einer politischen Kultur, die Frauen und Männern eine gleichberechtigte Rolle zuschreibt, die Gesellschaft zu formen
- einer Umweltpolitik, die die Rechte der Tiere und Pflanzen auf natürliches Leben garantieren und die dafür sorgen soll, dass Erde, Luft und Wasser sauber bleiben
- einer Nutzung von Wissenschaft und Technologie für das Wohl aller und nicht für Profit- und Machtinteressen.[7]

### Friedenspolitik

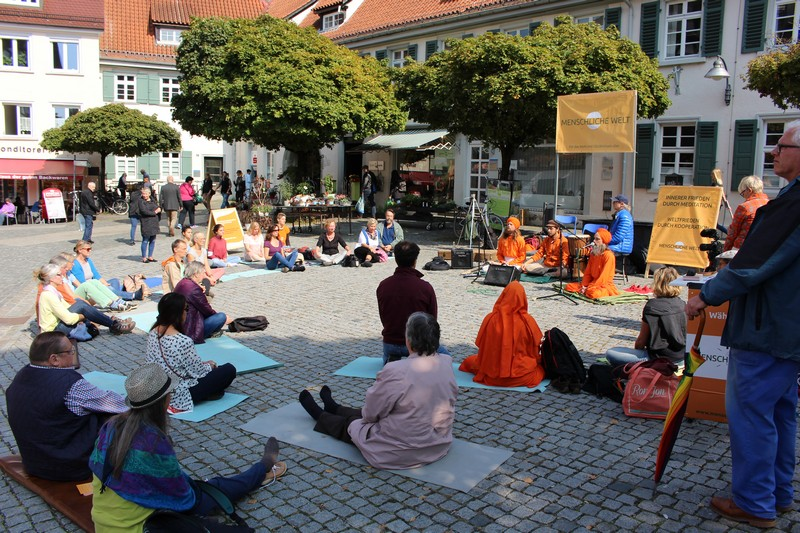
Menschliche Welt Friedensmeditation während Wahlversammlung, Bundestagswahl 2017

Friedenspolitik ist ein Schwerpunkt der Partei. Sie plädiert für eine Politik der Verständigung und Verhandlungen an Stelle von militärischer Konfrontation und Wettrüsten. Diesbezüglich setzt sie sich ein für:
- Reduzierung der Rüstungsausgaben
- Intensive Förderung der Friedensforschung und -sicherung und der konstruktiven Konfliktbewältigung
- Ausbau der Entwicklungszusammenarbeit und der humanitären Hilfe (statt militärischer Intervention)
- Abzug der US-Atomwaffen und -Militärbasen aus Deutschland
- Einhaltung der Menschenrechtserklärung und des UN-Verbots eines Angriffskriegs
- Stärkung der OSZE (Organisation für Sicherheit und Zusammenarbeit in Europa) und einer reformierten UNO.

Die Partei veranstaltete in Zusammenarbeit mit einem Aktionsbündnis in Ravensburg, an welchem Die Linke, die ÖDP, VVN-BdA, die Montags-Friedensmahnwache Ravensburg, Regional, Freidenker, das Biberacher Friedensbündnis, die ökumenische Initiative Eine Welt und das Friedensbündnis Ravensburg beteiligt waren, Friedensdemonstrationen gegen die deutsche Kriegsbeteiligung in Syrien.

### Führungstraining
Menschliche Welt sieht eine ethische, kompetente Führung als eine Notwendigkeit für eine menschliche Gesellschaft an. Um solch eine Führung zu fördern, führt die Partei Führungstrainings durch. Diese sollen zur Entwicklung der Führungskompetenzen der Teilnehmer beitragen und sie zur Übernahme öffentlicher Verantwortung befähigen. Zwei der Teilnehmer kandidierten 2016 für die Wahl zum Abgeordnetenhaus von Berlin.

### Publikationen
Die Partei veröffentlicht seit August 2016 regelmäßig Beiträge auf ihrem YouTube-Kanal Menschliche Welt TV, welcher 1120 Abonnenten hat (Stand: Januar 2024).

## Gründung
Menschliche Welt wurde 2013 von Michael Moritz und seinen Mitstreitern in dem spirituellen Zentrum Ananda Ashram im schwäbischen Wolfegg gegründet. Die Partei hat ihren Sitz seit April 2018 in Berlin.

## Organisation
Die Partei hat (Stand 2023) 660 Mitglieder und elf Landesverbände in Baden-Württemberg, Berlin, Niedersachsen, Bayern, Bremen, Hessen, Brandenburg, Nordrhein-Westfalen, Thüringen, Sachsen und Hamburg.

## Wahlen
Die Menschliche Welt trat im Frühjahr 2016 zur Landtagswahl in Baden-Württemberg in den Wahlkreisen Ravensburg und Wangen an und erhielt dort 0,6 % bzw. 0,4 % der abgegebenen Stimmen. Im Herbst desselben Jahres trat die Partei zur Abgeordnetenhauswahl in Berlin mit Bezirkslisten in Charlottenburg-Wilmersdorf und Tempelhof-Schöneberg an und erzielte in beiden Wahlbezirken 0,3 % und insgesamt mit 839 Stimmen ein Ergebnis von 0,1 %.
Bei der Bundestagswahl 2017 trat Menschliche Welt mit drei Landeslisten und Direktkandidaten in Baden-Württemberg, Berlin und Bremen an. Die Partei war somit für ca. 18 % der Wahlberechtigten wählbar und erhielt 11.661 Zweit- und 2.205 Erststimmen.
Bei der Landtagswahl 2018 in Hessen nahm Menschliche Welt zum ersten Mal mit einer Landesliste an einer Landtagswahl teil. Außerdem stellte die Partei einen Direktkandidaten für den Wahlkreis 36 – (Frankfurt III) auf. Die Landesliste bekam insgesamt 1.604 Zweitstimmen (0,1 %).
Die Menschliche Welt trat 2019 zur Europawahl an. Sie stellte acht Kandidaten auf. Die Partei führte ihre Wahlkampagne mit den vier Schwerpunktthemen „Ethik und Achtsamkeit im Europaparlament“, „Wirtschaftliche Gerechtigkeit“, „Wahre Friedenspolitik“ und „Konsequenter Umwelt- und Tierschutz“. Die Menschliche Welt erhielt 34.447 Stimmen (0,1 %). Parallel dazu trat die Partei zur Bürgerschaftswahl in Bremen an. Ihre Landesliste erhielt insgesamt 2.565 Stimmen (0,17 %). Ebenfalls trat die Menschliche Welt bei den Kommunalwahlen zur Gemeinderatswahl in Ravensburg mit zwei Kandidatinnen an. Die Partei erhielt insgesamt 3.354 Stimmen (0,6 %). Des Weiteren trat sie bei der Thüringer Landtagswahl mit einer Direktkandidatin für den Wahlkreis 44 – Altenburg Land II – an. Die Kandidatin Ursula Krause bekam insgesamt 5,1 % der Stimmen.
Bei der Bürgerschaftswahl in Hamburg 2020 trat Menschliche Welt mit einer Direktkandidatin für den Wahlkreis 03 – Altona – an. Eva Pawlas erhielt 1.697 Stimmen (0,5 %).
Im März 2021 trat die Partei zur Landtagswahl in Baden-Württemberg in den Wahlkreisen Ravensburg und Wangen an und erhielt dort 0,5 % bzw. 0,7 % der abgegebenen Stimmen. Zur Bundestagswahl 2021 im September trat die Menschliche Welt mit zwei Landeslisten in Thüringen und Bremen und zwei Direktkandidaten in Ravensburg und Tempelhof-Schöneberg an. In Thüringen erhielt die Partei 3.405 Zweitstimmen und somit 0,3 %. Bundesweit erhielt die Partei 3794 Zweitstimmen und 657 Erststimmen.

## Kontroversen

### Position zum Klimawandel
Im Wahlprogramm zur Europawahl 2024 wurde impliziert, der Klimawandel würde „propagiert“, es würde „irregeführt“ (S. 27/39 – „Rationalität in der Klimadebatte“). Im Wahl-O-Mat zur selben Wahl gab sie außerdem an, sie halte den menschengemachten Klimawandel für widerlegt (Frage 14/38).

### Querdenker-Positionen in der Corona-Epidemie
Die Partei pflegt enge Beziehungen zu dem bekannten Querdenker Michael Ballweg. Er ließ deren Gründer Michael Moritz am 29. August auf der Berliner Bühne meditieren und seine Meditation auf mehreren Kundgebungen bewerben. In einem Interview mit dem Parteivertreter Dominik Laur empfahl Ballweg eine „Zirbeldrüsenmeditation“ des Quantenheilers Joe Dispenza, die er selbst durchgeführt habe, und lud Dispenza nach Deutschland ein. Ballwegs Nähe zur antiaufklärerischen Holistik rechter Esoteriker erkläre, so der Sektenexperte Matthias Pöhlmann, seine fehlende Abgrenzung zu antidemokratischen Einstellungen. Darüber ist Ballweg der deutschen Reichsbürgerszene zuzuordnen.
2020 sagte Dominik Laur im Rahmen der Corona-Proteste, man stelle sich gegen „die Regierung, die Geheimdienste, Massenmedien, Militär und Polizei“.

### Position zur sexuellen Orientierung
Die Partei schreibt im VoteSwiper für die EU-Wahl 2024 als Antwort auf die Frage „Sollte die EU Sanktionen gegen systematisches Vorgehen der Mitgliedstaaten gegen LGBTQ-Personen verhängen?“:
„‚LGBTIQ‘ und ‚queer‘ sind Zuweisungen, für die sich Menschen entschieden haben. In vielen EU-Ländern wurden Menschen, die sich aus mittlerweile gut bekannten Gründen gegen mRNA-Injektionen entschieden haben, diskriminiert und teilweise schwer geschädigt, ohne dass es Sanktionen gegen diese Staaten gegeben hätte. Es müsste erst einmal dort angesetzt werden, um zu erkennen, ob die EU es ernst mit dem Schutz von Minderheiten meint. Für alle Menschen gelten die Menschenrechte, ob ‚ungeimpft‘ oder ‚queer‘. Wir setzen uns für ein wohlwollendes Gleichbehandlungsprinzip ein.“
Damit unterstellt sie, dass die sexuelle Orientierung auf einer bewussten Entscheidung beruht. Die Wissenschaft ist sich hingegen einig, dass die sexuelle Orientierung keine freie Entscheidung, sondern biologisch begründet ist.

## Rezeption

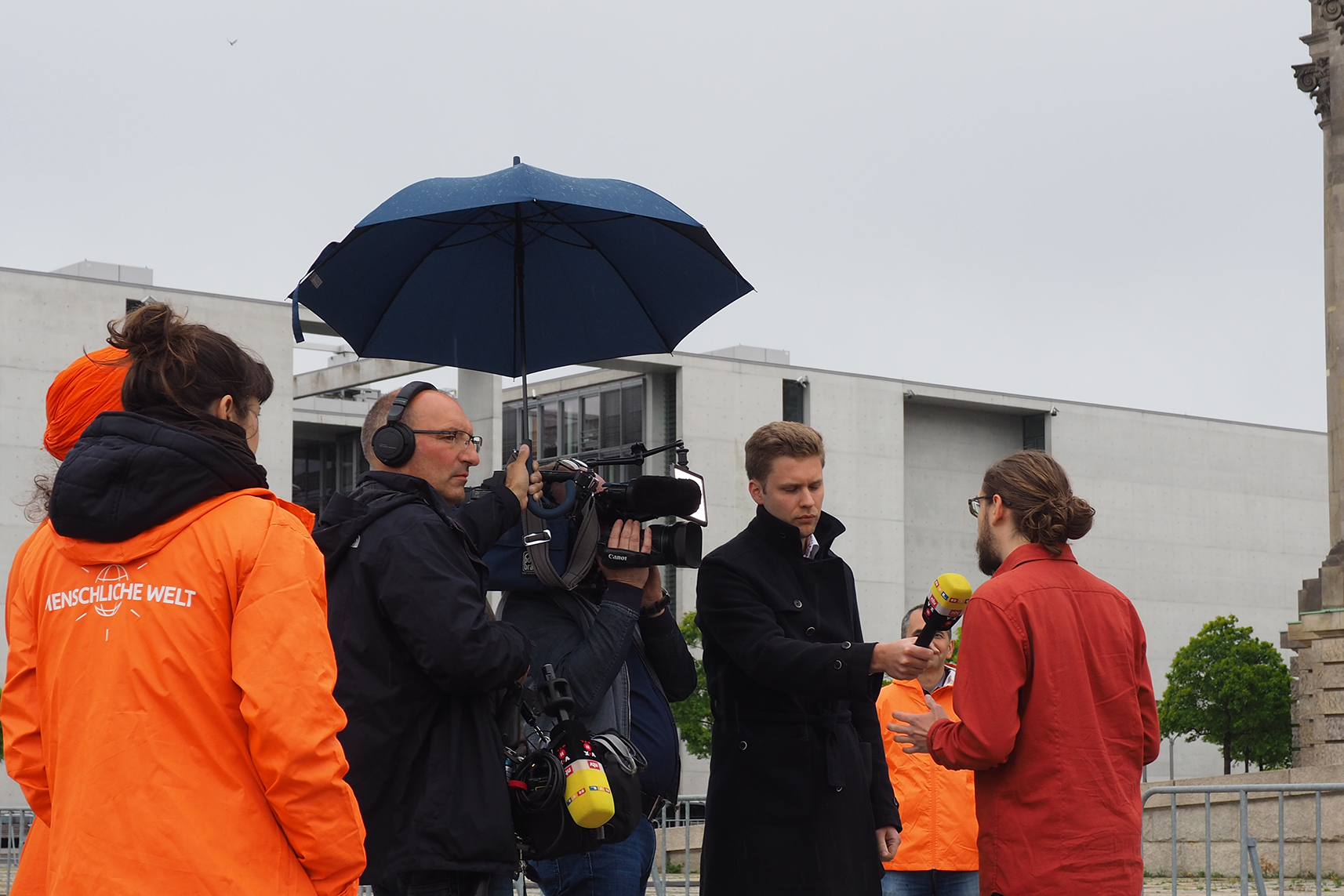
RTL-Interview mit Europawahlkandidat Dominik Laur

Während des Wahlkampfes zur Landtagswahl in Baden-Württemberg 2016 berichteten die Schwäbische Zeitung, SWR Landesschau aktuell Baden-Württemberg und SWR4 über die Partei.
Anja Kühne vom Tagesspiegel, die vor der Wahl zweimal über die Menschliche Welt berichtete, kommentierte: „Das Wählerpotenzial ist groß. Sehr viele Deutsche machen Yoga, noch mehr dürften das Motto der Partei teilen: ‚Für das Wohl und Glücklichsein aller‘.“ Deutschlandfunk Kultur berichtete in einer Sendung und einem Onlineartikel mit dem Titel Eine Partei mit Dynamik im Angebot.